# کریستوفر بری
کریستوفر بَـری (انگلیسی: Christopher Barry؛ ‏ ۲۰ سپتامبر ۱۹۲۵ – ۷ فوریهٔ ۲۰۱۴) کارگردان تلویزیونی اهل بریتانیا بود. وی بین سال‌های ۱۹۴۹ تا ۲۰۰۰ میلادی فعالیت می‌کرد.
از فیلم‌ها یا مجموعه‌های تلویزیونی که وی در آن‌ها نقش داشته‌است، می‌توان به دکتر هو و نیکلاس نیکلبی اشاره نمود.